# Dirk Megirian
Dirk Megirian (* 6. Juli 1958 in der Schweiz; † 27. Juli 2009 in Alcoota, Northern Territory, Australien) war ein australischer Paläontologe und Geologe Schweizer Herkunft. Sein Forschungsschwerpunkt waren die fossilen Säugetiere und Reptilien aus dem Känozoikum Australiens.

## Leben
Megirian absolvierte die Friends’ School in North Hobart, Tasmanien von der Grundschule bis zu seinem Abschluss im Jahr 1976. Anschließend bereiste er Australien und verbrachte einige Jahre in den Vereinigten Staaten. Anfang der 1980er Jahre studierte er Geologie an der University of Western Australia (UWA), wo er 1982 mit der Rex T. Prider Gold Medal ausgezeichnet wurde. Mit dieser Medaille werden Studenten für ihre herausragende Forschungsarbeit geehrt. Im selben Jahr graduierte er mit der Arbeit The hydrogeology of North and Bibra Lakes, Perth, Western Australia zum Bachelor of Science. 1985 wurde Megirian Mitarbeiter am Museum and Art Gallery of the Northern Territory in Darwin. Bald darauf wurde er Geologe am Museum of Central Australia in Alice Springs. 1997 wurde er mit der Dissertation The geology of the Carl Creek Limestone zum Ph.D. an der Flinders University in Adelaide, South Australia, promoviert. 
Megirian forschte von 1985 bis zu seinem Krebstod im Juli 2009 in diversen Fossillagerstätten im Northern Territory. Hier entdeckte er oftmals in Zusammenarbeit mit Peter F. Murray die Überreste von ausgestorbenen Raubbeutlerartigen wie Mutparacinus archibaldi, Tyarrpecinus rothi und Nimbacinus richi, Diprotodontidae wie Kolopsis yperus und Neohelos stirtoni, Fledermäusen wie Icarops breviceps, Krokodilen wie Baru darrowi und Schildkröten wie Meiolania brevicollis. 1998 demonstrierten Murray und Megirian auf der Basis der Schädelmorphologie, dass der fossile Vogel Bullockornis nicht, wie ursprünglich angenommen, ein Verwandter der Laufvögel (Struthioniformes) ist, sondern zur Ordnung der Gänsevögel (Anseriformes) gehört.

## Dedikationsnamen
1997 benannte Peter F. Murray Thylacinus megiriani, die größte bekannte Beutelwolf-Art aus der Fossillagerstätte Alcoota im Northern Territory, zu Ehren von Dirk Megirian.